# In the footsteps of the Romans
In the footsteps of the Romans ist ein Straßenradrennen für Männer in Bulgarien.
Das Etappenrennen fand erstmals im Jahr 2019 unter dem Namen In the steps of the Romans statt, seit 2020 trägt es den aktuellen Namen. Das Rennen besteht aus zwei Etappen, die auf verschiedenen Rundkursen zwischen den Städten Raslog und Bansko ausgetragen werden. Das Rennen ist in die UCI-Kategorie 2.2 eingestuft und gehört zur UCI Europe Tour.

## Sieger
| Jahr | Sieger                 | Zweiter         | Dritter                  |
| ---- | ---------------------- | --------------- | ------------------------ |
| 2019 | Polychronis Tzortzakis | Marko Danilović | Juraj Bellan             |
| 2020 | Norbert Banaszek       | Veljko Stojnić  | Miguel Ángel Ballesteros |
| 2021 | Immanuel Stark         | Paweł Cieślik   | Tobias Nolde             |
| 2022 | Maciej Paterski        | Alexis Guérin   | Ádám Kristóf Karl        |
| 2023 | Filippo Fortin         | Patryk Stosz    | Lukáš Kubiš              |
| 2024 | Alin Toader            | Yordan Petrov   | Mads Schulz Jørgensen    |